# Cucina ghanese

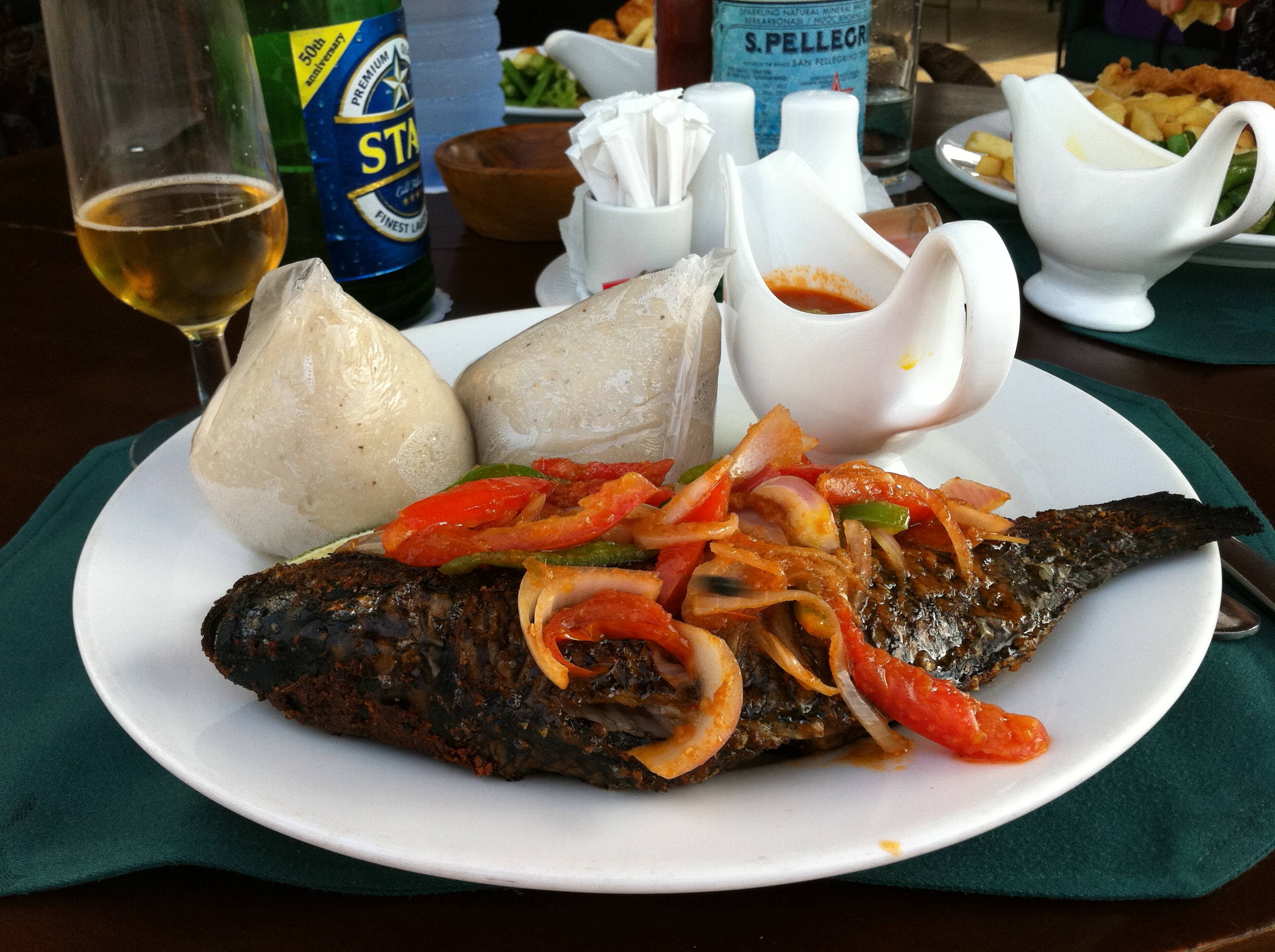
Banku con pesce

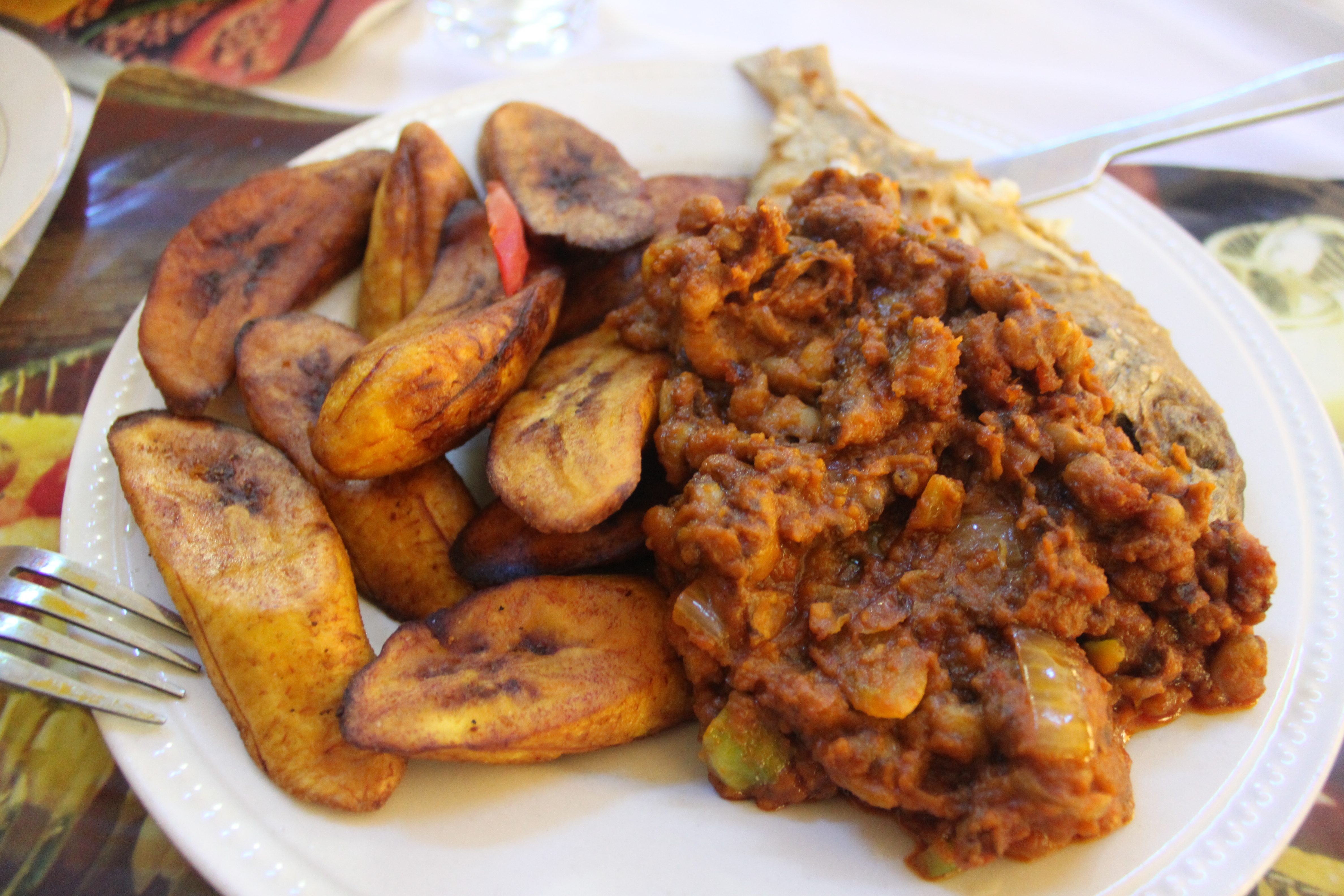
Red red con pesce

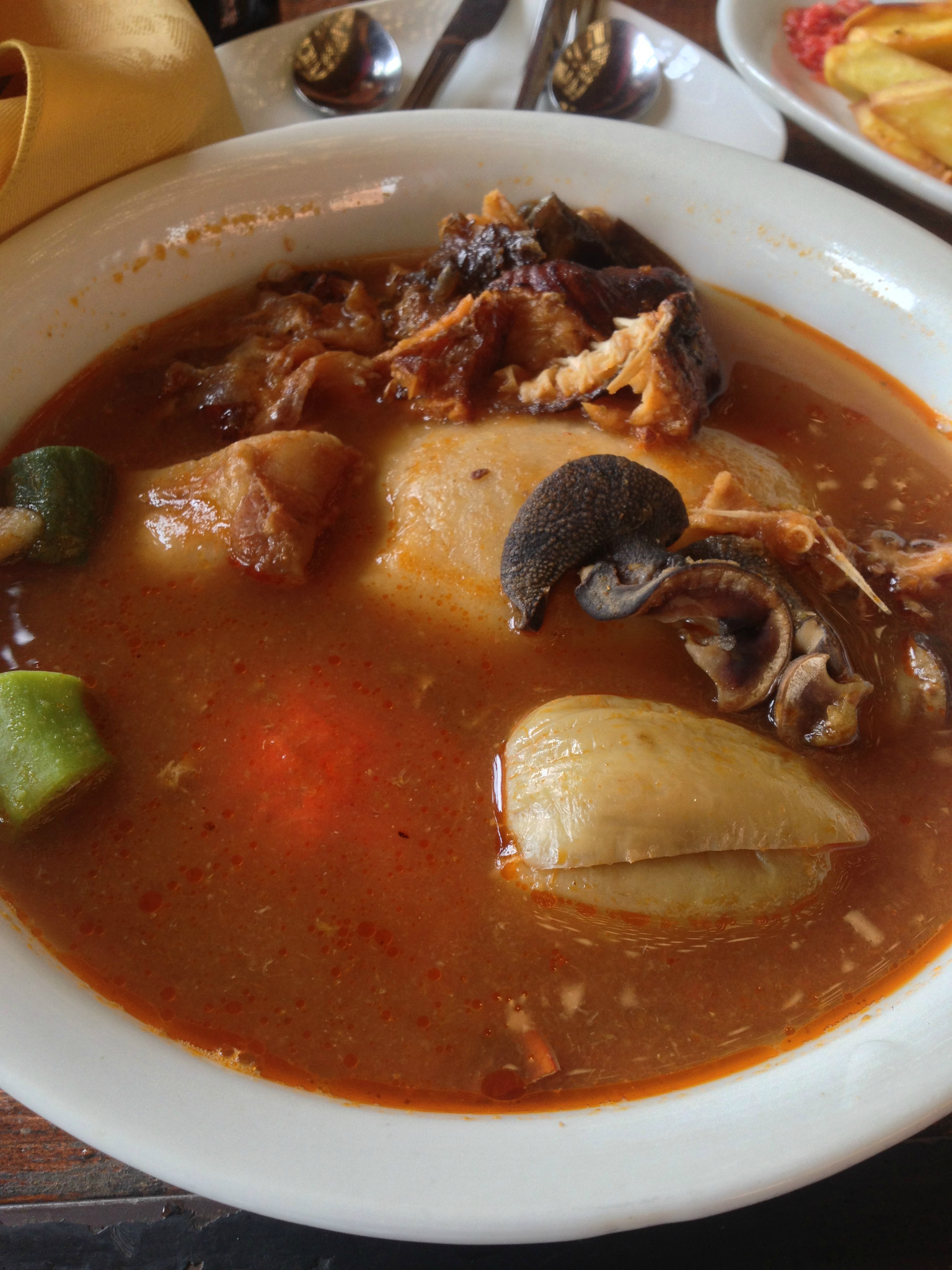
Fufu in una zuppa di carne

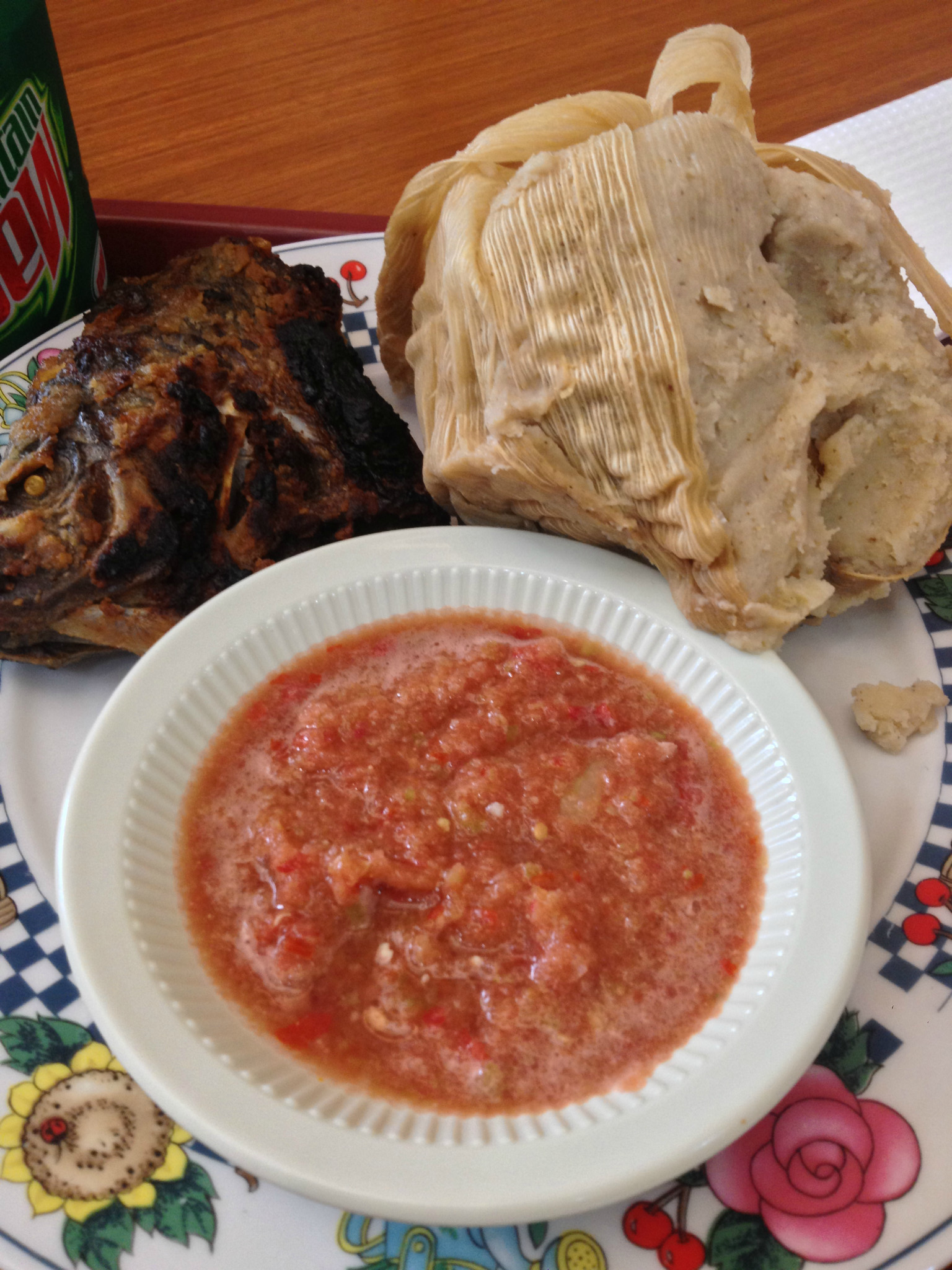
Kenkey con pesce fritto e peperoncino

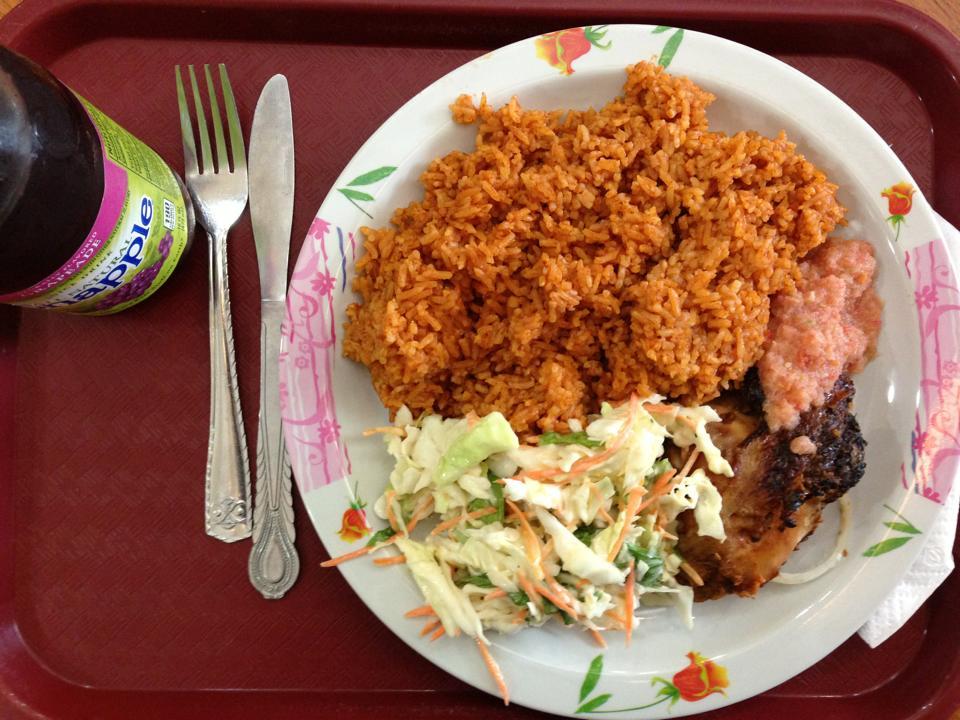
Riso jollof con cavolo e pollo grigliato

La cucina ghanese comprende le abitudini culinarie del Ghana. La grande varietà dei gruppi etnici che popolano il paese ha fatto sì che la cucina nazionale risulti ricca e variegata. Essa si basa sia sul consumo di piante e animali indigeni, che di prodotti introdotti nei secoli per via dei commerci e dei contatti culturali. La cucina ghanese possiede connotati simili alla cucina caraibica e statunitense, in quanto sia la tratta degli schiavi che la successiva emigrazione della diaspora ghanese ha fatto sì che la cultura e la cucina del Ghana si diffondesse oltreoceano.

## Caratteristiche principali
La cucina ghanese varia a seconda della regione e delle consuetudini. Nel nord del paese si assiste prevalentemente alla coltivazione di sorgo, grano e riso. Il consumo di pesce è maggiore rispetto alle altre aree, così come la pastorizia e altre forme di caccia. Nella regione di Ashanti si consumano più platani e verdure, come ad esempio spinaci, mentre i ga che vivono sulla costa dispongono di pesce di mare, e gli ewe che vivono presso il bacino del Volta fanno affidamento su pesce lacustre e mais.
Generalmente i ghanesi mangiano tre volte al giorno, ma alcuni scelgono di preparare un piatto abbondante la mattina presto e altri pasti più leggeri nel resto della giornata. La cena è il pasto più grande della giornata e si tiene molto presto per favorire la digestione. Zuppe e amidi sono gli alimenti base della dieta ghanese e vengono consumati a pranzo e cena, tuttavia alcuni preferiscono mangiarli a colazione in quanto forieri di energia.
Igname, mais, manioca e miglio sono alimenti diffusi in tutto il paese, tuttavia ogni gruppo etnico è tradizionalmente associato a un alimento. I ga sono associati al kenkey, gli ashanti al fufu, i popoli settentrionali al tuo zaafi e gli ewe al banku.
Nel paese sono presenti i cosiddetti chop bar, soprattutto nelle aree urbane, che presentano delle panchine e dei tavoli all'aperto dove i lavoratori possono consumare dei pasti a poco prezzo. I chop bar sono raramente frequentati da donne, in quanto darebbero l'impressione di non saper cucinare.
Lungo le vie cittadine non è raro trovare chioschi che vendono cibo di strada come kelewele (platani fritti con zenzero e peperoncino), kyinkyinga (una sorta di kebab locale) e kofi brooke man (un arrosto di platani e arachidi).

## Piatti principali
Tra i piatti presenti nel paese si citano il fufu, un impasto diffuso in tutta l'Africa occidentale fatto di platani, manioca e igname che può essere condito con una salsa piccante, immerso in una zuppa o usato come accompagnamento di una pietanza principale, il kenkey, un impasto di mais avvolto in bucce di grano o foglie di platani e cotte al vapore similmente ai tamales, il banku, un impasto di mais e manioca che viene lasciato fermentare per 3 giorni prima della cottura, e il tuo zaafi, un porridge denso di forma sferica che accompagna uno stufato di gombi.
Il riso viene accompagnato con degli stufati o può essere usato per preparare gli omo tuo, delle polpette di riso servite con palma o zuppa di arachidi tipicamente preparate la domenica mattina. Molto popolari sono il riso jollof, un piatto unico a base di riso e pomodori, e il waakye, che consiste in riso e fagioli mischiati con carne soffritta.
Igname e platani possono essere cucinati in svariati modi. Un altro piatto tipico ghanese è l'aduafrol, uno stufato di pesce essiccato, pomodori, cipolle soffritte e fagioli dall'occhio nero (black-eyed pea). Questi ultimi possono essere cucinati nell'olio di palma con platani fritti dando origine al red red. Vi sono svariati tipi di zuppe e stufati che vengono accompagnati da carboidrati. La zuppa più nota è quella di arachidi, tuttavia vi sono altre varianti a base di pepe, peperoncino, noci di cocco, carne, pesce o lumache. Tra le salse speziate si cita la shito, una salsa a base di peperoncino usata soprattutto per condire il kenkey.
Gli stufati, più densi delle zuppe, contengono più ingredienti. Generalmente lo stufato base è composto da pomodori, cipolle e erbe aromatiche, tuttavia si possono aggiungere gombi, melanzane (abom), spinaci (kontomire) ed egusi (palaver).
Le carni più diffuse sono vitello, pollo, capra, faraona e montone. Sono anche disponibili animali di selvaggina come daini, antilopi e akrantie, un grosso roditore. Il pesce fresco viene impiegato nelle zuppe e negli stufati, ma può anche essere grigliato. Le specie più diffuse includono tilapia, spigola, barracuda e pesce gatto.
Il Ghana dispone di svariati tipi di frutta come cocco, banane, avocado, ananas, arance, papaya e limoni. Il cacao è il tipo di raccolto più diffuso nel paese, tuttavia la maggior parte della sua produzione è destinata all'esportazione.
Il consumo delle bevande è regolato dalle usanze locali. Tradizionalmente l'alcol era associato al potere, perciò è ritenuto sconveniente bere alcolici tra le donne o gli adolescenti. Agli ospiti viene offerta dell'acqua e un posto a sedere prima che gli venga chiesto il motivo della visita. Durante le cerimonie religiose è consuetudine mostrare rispetto agli dei con delle libagioni di acqua, vino di palma o altre bevande alcoliche.
Per contrastare il caldo, i ghanesi bevono abbondantemente acqua. Tuttavia, essi ritengono che bere prima di un pasto diminuisca lo spazio nello stomaco, per cui bevono solo quando il cibo è finito. Oltre all'acqua, tra i ceti più abbienti è diffusa anche la birra o bibite. Ovunque sono popolari latte di cocco, svariati tipi di succhi di frutta, ginger beer e askenkee, a base di kenkey ghiacciato. Dalle cortecce dell'albero, dalle foglie e dalle radici si producono degli infusi a scopo medicinale e terapeutico.
Tra le bevande alcoliche nazionali vi sono l'akpeteshie, una sorta di gin casalingo prodotto anche durante il proibizionismo del periodo coloniale, il pito, una birra di sorgo tipica delle regioni settentrionali, e il vino di palma.